# La Gloria (Panama)
Pour les articles homonymes, voir La Gloria.
La Gloria est un corregimiento situé dans le district de Changuinola, province de Bocas del Toro, au Panama. En 2010, la localité comptait 3 046 habitants.

## Démographie
En 2010, elle avait une population de 3 046 habitants selon les données de l'Institut national des statistiques et du recensement et une superficie de 162,2 km2, ce qui équivaut à une densité de population de 18,4 habitants par km2.

### Statistiques ethniques
- 95,86 % chibchas[4]
- 3,88 % mestizos
- 0,26 % afro-panaméens[4]